# Анджелика Каталани
Анджелика Каталани (на италиански: Angelica Catalani) е италианска оперна певица, колоратурен сопран. Става известна с красивия си завладяващ глас, виртуозните си изпълнения и техническо майсторство, придружено с богата вокална орнаментика. В продължение на над 30 години шества триумфално по най-големите европейски сцени.

## Биография

### Произход и юношески години
Родена е в италианския град Сенигалия на Адриатическо море през октомври 1779 г., а по други данни през май 1780 г. в семейството на Антонио Каталани и Антония Суми. Баща ѝ е изборен съдия в града, търговец на скъпоценни камъни и водещ бас като хорист в местната църква. Семейството е финансово затруднено, а съпрузите имат 6 деца – четири момичета и две момчета.
Анджелика от дете притежава хубав глас, поради което баща ѝ я изпраща да се обучава първо при диригента Пиетро Моранди, а по-късно по финансови причини – в манастира „Санта Лусия“ в Губио. Училището обучава главно дъщерите на аристокрацията и в него тя получава първата си музикална подготовка. Анджелика пее на неделните и празнични литургии и гласът ѝ привлича много богомолци в черквата. Постепенно ѝ поверяват да пее малки сола, а желаещите да я чуят образуват опашки пред храма. Фактът, че повечето хора влизат в църквата не от благочестиви подбуди, а за да чуят Каталани, предизвиква у крайните католици неприязън и епископът в Губио забранява на Анджелика да пее на службите. Въпреки това тя продължава да го прави, скрита зад останалите момичета. Напуска манастира на 14-годишна възраст.

### Музикално образование
След завръщането в родния си град, баща ѝ отново я изпраща да учи пеене, този път във Флоренция при известния певец кастрат Луиджи Маркези, при когото тя се подготвя в продължение на две години. Маркези е истински виртуоз и като певец, и като педагог, и успява бързо да предаде знанията си на своята ученичка. Държи изключително много на майсторското пеене, придружено с много фиоритури и други музикални украшения, което предава и на Анджелика. Обаче не обръща внимание на всичко останало, което е нужно за всеки добър оперен изпълнител. Каталани възприема от него техническото майсторство и също започва да набляга на външните ефекти и различните видове вокални украшения.

### Начало на кариерата
Анджелика Каталани прави дебюта си едва на 16-годишна възраст с операта „Лодоиска“ от Симон Майер в театър „Ла Фениче“ във Венеция. Висока, добре сложена, с бяла кожа, тъмни коси и големи сини очи тя очарова публиката още с появяването си. Гласът ѝ е един от най-добрите сопрано в Италия по това време, гъвкав и блестящ. Диапазонът му обхваща цели три октави. Още с дебюта си спечелва симпатиите на италианската публика. През следващата година пее в Ливорно, след още една година – в театър „Пергола“ във Флоренция, а последната година от столетието посреща, пеейки в Триест.
Навсякъде е посрещната с възторг, а репутацията ѝ бързо се разпространява из цяла Европа. От този момент нататък обикаля триумфално най-големите оперни театри на Италия. Пее централните партии в оперите на такива прочути за времето си композитори като Доменико Чимароза, Джовани Паизиело и Николо Пичини. Анджелика е певица, прославила се с невероятната гъвкавост, яснота, сила и обхват на гласа си. Трудно чете музика, но е надарена с изумителна памет. Качествата ѝ като актриса обаче не са блестящи. Това обяснява донякъде защо изявите ѝ на концерти са много по-успешни от тези на оперната сцена. Репертоарът ѝ не е много богат, но изпълненията ѝ са блестящи, богато орнаментирани и посрещани изключително радушно навсякъде из Европа. На 21 януари 1801 г. пее в знаменитата „Ла Скала“. Въпреки че сценичното ѝ поведение не е на нужната висота, изключителната красота на гласа ѝ, комбинирана със забележителна техника ѝ носят нестихваща популярност.

### Изяви в Португалия
През 1801 г. приема продължителен ангажимент в Лисабон. Там тя е солистка на местната италианска опера и пее под егидата на принц-регента, който е голям ценител на музиката. В трупата работи заедно с виртуозни изпълнители – контраалта Гафорини и с един от известните италиански кастрати Джироламо Крешентини. Примерът и съветите на Крешентини са от изключителна полза за бъдещото развитие на певицата. Под ръководството на този майстор, чието обучение е много по-тежко от това на Маркези, тя успява да тушира или напълно да премахне част от дефектите на гласа и изпълненията си. За 6 години в Лисабон Анджелика увеличава сериозно популярността си и спечелва обичта и благоволението на регента. Възнаграждението, което получава, обаче не е голямо, а по това време тя е единствен източник на доходи за голямото си семейство. Затова решава да се върне на голямата оперна сцена.
В Лисабон е очарована от Пол Валабрег, млад офицер, прикрепен към френския посланик в Португалия. Въпреки възраженията на семейството и приятелите, през 1804 г. тя се омъжва за него. По-нататък талантът, славата и парите на Анджелика са грубо манипулирани от съпруга ѝ.

### Изяви във Франция
През 1806 г. сключва добре платен договор с Италианския театър в Лондон. Преди да поеме ангажимента си заминава за Мадрид, където изнася няколко концерта. В първите дни на юни отново заминава, този път за Париж. Там е ангажирана с три изпълнения в сградата на операта, които привличат многобройна публика, а цените на билетите са утроени. Силата и блясъкът на гласа ѝ, богатата вокализация и очарованието на нейната личност предизвикват голямото възхищение на парижани.
Наполеон Бонапарт също я чува и я извиква в Тюйлери с идеята да я привлече за постоянно в Париж. Предлага на певицата доход от 100 000 франка годишно и двумесечен отпуск, за да остане да пее във Франция. При заплахата да бъде насилствено задържана в страната, Каталани не отказва официално. Обаче успява да избяга без документи, качва се на плавателен съд, каращ военнопленници за размяна към Великобритания и така пристига в Лондон през декември 1806 г.

### Изяви във Великобритания
Успехите, които жъне в Лондон и навсякъде из страната, говорят в полза на това решение. Италианската опера в града съществува от началото на 18. век и в нея обикновено гастролират най-известните италиански гласове. Появата на Каталани в театъра се приема като важно обществено събитие. Тук дебютира в операта „Семирамида“ на композитора Португал. В продължение на 8 години тя се превръща в идол за Англия. Заради смелостта, с която устоява на изкушенията на Наполеон, е допусната в средите на аристокрацията, ухажвана е от торите и буди възхищението на вигите. Всяка година, когато сезонът в Лондон приключи, тя концертира из цяла Англия и Ирландия, което между другото ѝ носи високи доходи. Въздействието ѝ върху обществеността е толкова силно, че след една тежка битка с войската на Наполеон правителството се обръща към нея с молба да повдигне духа на населението. В отговор тя започва да изпълнява свои интерпретации на националния химн God Save the King и патриотичната песен Rule Britannia. Навсякъде е посрещана и изпращана с възторг и аплодисменти. През 1812 г. изпълнява ролята на Сузана в премиерата на „Сватбата на Фигаро“ на лондонска сцена.

### „Театър италиен“ в Париж
След абдикацията на Бонапарт Каталани се връща триумфално в Париж заедно с кралското семейство. На 4 февруари 1815 г. изнася благотворителен концерт за бедните. Той се състои в Парижката опера, а успехът му е изключителен. За верността и към монархията френският крал Луи XVIII я възнаграждава със 160 000 франка и поста директор на „Театър италиен“. С управлението му се заема съпругът ѝ, а последвалият фалит на театъра се отдава на некомпетентното му ръководство. Той успява да отстрани всеки виртуозен певец, който би бил конкурент за жена му. Освен това съкращава до максимум всички разходи по оформлението на спектаклите, намалява заплащането на хора и оркестъра. Постепенно театърът губи благоразположението на публиката и през април 1818 г. Каталани официално напуска поста си. Семейството губи 500 000 франка, с които покрива щетите.

### Турнета в Северна Европа
По време на Стоте дни, през които Наполеон отново управлява Франция, Анджелика заминава на турне из Северна Европа. Най-голяма популярност печели с изпълненията си в оперите „Семирамида“ на Португал, „Прекрасната мелничарка“ на Джовани Паизиело, Il trionfo di Rosselane ossia Le tre sultane на Винченцо Пучита (акомпанятор на Каталани), вариациите на Пиер Роде. Европейските зрители приемат с овации и изпълненията ѝ в опери на Чимароза, Николини, Пичини и Джоакино Росини.
През май 1816 г. изнася концерти в Мюнхен и Неапол. През 1817 г. заминава за Венеция, където не е забравена и отново е посрещната с овации. През 1818 г. се оттегля от оперната сцена, но продължава да изнася концерти с голям успех в Холандия, Дания, Швеция, Германия и Русия. По време на турне през 1819/1820 г. посещава Полша и концертира във Варшава, Лвов, Кременец, Вилнюс и Краков. На 21 ноември 1819 г. пристига във Варшава, където дава четири изключително успешни концерта. В един салон в града, най-вероятно в имението De Kermancon, тя чува свиренето на деветгодишния Фредерик Шопен, който е вече известен като изключително добър пианист. Омагьосана от неговия талант и изпълнените импровизации, като знак на признателност му подарява златен часовник с посвещение, с който той никога по-късно не се разделя.
През 1820, 1824 и 1825 г. гастролира с голям успех в Русия, където изнася първия си концерт на 26 май 1820 г. Местата в салона струват по 25 рубли, което превишава значително традиционната по това време цена от 10 рубли. През юли същата година пее в Москва, където Василий Пушкин, дядото на известния поет ѝ подарява хвалебствено четиристишие на френски език. През 1823 г. Каталани за първи път посещава столицата на Русия, а на 6 януари 1825 г. участва в откриването на съвременната сграда на Болшой театър в Москва. Изпълнява партията на Ерато от пролога „Тържеството на музите“ на руските композитори Алексей Верстовский и Александър Алябиев. През 1826 г. Анджелика гастролира из Италия, като изнася представления в Генуа, Неапол и Рим. През 1827 г. отново посещава Германия.

### Оттегляне от сцената
Последното турне на певицата из Европа приключва през 1828 г., а последното ѝ изпълнение на сцена става в Дъблин. След като очарова света в продължение на повече от 30 години, тя се оттегля от сцената и заживява във вилата си близо до Флоренция, където открива девическо музикално училище. Последните години от живота ѝ преминават сред разкош и обществена почит. Пее само за удоволствие или с благотворителна цел.
През 1849 г. напуска Италия, за да се спаси от задалата се епидемия от холера. Заминава при децата си в Париж, където все пак холерата я настига. Няколко дни преди смъртта ѝ е посетена от шведската оперна певица Йени Линд, която идва да ѝ засвидетелства уважението си. Анджелика Каталани почива от холера на 12 юни 1849 г. на 69-годишна възраст.